# Dragon Ball Z
Dragon Ball Z (japanisch ドラゴンボールZ Doragon Bōru Zetto, oft mit DBZ abgekürzt) ist eine japanische 291 Episoden umfassende Animeserie, die dem Shōnen-Genre zuzuordnen ist und die Fortsetzung der Fernsehserie Dragon Ball darstellt. Beide Animes beruhen auf der von 1984 bis 1995 erschienenen, international erfolgreichen 42-bändigen Manga-Serie Dragon Ball des Zeichners Akira Toriyama. Während der Dragon Ball-Anime die Manga-Handlung bis Band 17, Kapitel 194, umsetzt und Geschehnisse in der Kindheit der Hauptfigur Son-Goku schildert, führt Dragon Ball Z die Geschichte mit Son-Goku als Erwachsenem ab Kapitel 195 weiter. In Deutschland wurde Dragon Ball Z im August 2001 erstausgestrahlt.

## Handlung
Chronologisch umfasst Dragon Ball Z die Zeit von der Kindheit von Son-Gokus Sohn Son-Gohan bis zur Kindheit von Son-Gohans Tochter Pan.
Die Serie besteht nach Studio Toei offiziell aus vier „Sagas“:
- Saiyajin-Saga (Folgen 1–35)
- Freezer-Saga (Folgen 36–125)
- Cell-Saga (Folgen 126–199)
- Boo-Saga (Folgen 200–291)

Grundlage der Handlung ist die Abwehr von übermächtig stark scheinenden Angreifern, die entweder nach Vorherrschaft streben oder Rache für früher erlittene Niederlagen suchen. Diesen Angreifern stellt sich eine Gruppe von Kämpfern (die sich Z-Krieger nennen) um Son-Goku entgegen, um sie an der Durchführung ihrer Pläne zu hindern. Dragon Ball Z besteht aus der Darstellung dieser Kämpfe, aufgelockert durch humorvolle Begebenheiten und Sprüche. Die Kämpfe, ihre Auswirkungen und die Kampfkraft der Teilnehmer steigern sich mit Fortführung der Serie zu immer neuen Superlativen.
Kennzeichnend für die Serie ist eine fast surreale Dehnung von dramatischen Situationen durch lange Schnittfolgen und Dialoge. Ebenfalls typisch ist das häufige Wechseln der Handlung und einiger Charaktere zwischen Diesseits und Jenseits, was auf die zugrundeliegenden fernöstlichen Denkweisen und Erzähltraditionen hinweist.

## Veröffentlichungen

### Fernsehserie
Die vom Anime-Studio Tōei Animation produzierte Fernsehserie umfasst 291 Folgen mit je 22 Minuten und wurde vom 26. April 1989 bis zum 31. Januar 1996 auf dem japanischen Fernsehsender Fuji TV ausgestrahlt.
Dragon Ball Z wurde unter anderem auch in Frankreich, Polen, Großbritannien, Türkei, Italien, Spanien, Portugal, Serbien, auf den Philippinen und in den USA ausgestrahlt. Für die USA ließ Funimation das Quellmaterial der Serie erneut hochauflösend digitalisieren und veröffentlichte am 9. Februar 2007 die erste DVD-Box, welche eine erste Staffel umfasst.

#### Synchronisation
Grundlage für die deutschsprachige Adaption war eine vorab bearbeitete französische Fassung, die Dialogübersetzung hingegen orientierte sich an der deutschen Mangareihe. Das deutsche Dialogbuch stammt von Thomas Maria Lehmann, die Dialogregie führte Wolfgang Ziffer.
Die deutsche Synchronisation wurde vom Synchronstudio der Berliner MME Studios umgesetzt und fand in Absprache mit den französischen Lizenzinhabern statt. Unter anderem wurde zunächst Santiago Ziesmer als Synchronsprecher für die Rolle des Vegeta besetzt, da er dem französischen Sprecher am ähnlichsten klang. Aufgrund von Protesten aus Fankreisen besetzte man die Rolle nach wenigen Episoden mit Oliver Siebeck neu.
| Rolle                            | Japanischer Sprecher (Seiyū)                                  | Deutscher Sprecher                                         |
| -------------------------------- | ------------------------------------------------------------- | ---------------------------------------------------------- |
| Son-Goku / Kakarott              | Masako Nozawa                                                 | Tommy Morgenstern                                          |
| Vegeta                           | Ryō Horikawa                                                  | Santiago Ziesmer (Folge 5–35) Oliver Siebeck (ab Folge 36) |
| Vegetto                          | Ryō Horikawa & Masako Nozawa                                  | Viktor Neumann                                             |
| Chichi                           | Mayumi Shou (Bis Folge 66) Naoko Watanabe (ab Folge 88)       | Julia Ziffer                                               |
| Bulma                            | Hiromi Tsuru                                                  | Claudia Urbschat-Mingues                                   |
| Son-Gohan (Kind)                 | Masako Nozawa                                                 | Sandro Blümel                                              |
| Son-Gohan (erwachsen)            | Masako Nozawa                                                 | Robin Kahnmeyer                                            |
| Son-Goten (Kind)                 | Masako Nozawa                                                 | Ricardo Richter                                            |
| Son-Goten (Jugendlicher)         | Masako Nozawa                                                 | Marius Clarén                                              |
| Trunks (Jugendlicher)            | Takeshi Kusao                                                 | Sebastian Schulz                                           |
| Trunks (Kind)                    | Takeshi Kusao                                                 | Arda Vural                                                 |
| Gotenks                          | Takeshi Kusao & Masako Nozawa                                 | Tobias Müller                                              |
| Piccolo                          | Toshio Furukawa                                               | David Nathan                                               |
| Krillin                          | Mayumi Tanaka                                                 | Wanja Gerick                                               |
| Yamchu                           | Tōru Furuya                                                   | Karlo Hackenberger                                         |
| Tenshinhan                       | Hirotaka Suzuoki                                              | Julien Haggége                                             |
| Chao-Zu                          | Hiroko Emori                                                  | Julia Blankenburg                                          |
| Yajirobi                         | Mayumi Tanaka                                                 | Eberhard Prüter                                            |
| Muten-Roshi                      | Kōhei Miyauchi (bis Folge 260) Hiroshi Masuoka (ab Folge 288) | Karl Schulz                                                |
| Uranai Baba                      | Junpei Takiguchi                                              | Ulrike Lau                                                 |
| Gott                             | Takeshi Aono                                                  | Rainer Doering                                             |
| Shenlong                         | Kenji Utsumi                                                  | Wolfgang Ziffer                                            |
| Meister Kaio                     | Jōji Yanami                                                   | Rüdiger Evers                                              |
| Dende                            | Tomiko Suzuki                                                 | Raúl Richter                                               |
| Freezer                          | Ryūsei Nakao                                                  | Thomas Nero Wolff                                          |
| C18                              | Miki Itō                                                      | Diana Borgwardt                                            |
| C17                              | Shigeru Nakahara                                              | Timm Neu                                                   |
| Cell                             | Norio Wakamoto                                                | Stefan Gossler                                             |
| Videl                            | Yūko Minaguchi                                                | Anna Carlsson                                              |
| Mister Satan                     | Daisuke Gōri                                                  | Elmar Gutmann                                              |
| Boo                              | Kōzō Shioya                                                   | Uwe Büschken                                               |
| Erzähler                         | Jōji Yanami                                                   | Roland Hemmo                                               |
| Radditz                          | Shigeru Chiba                                                 | Tobias Kluckert                                            |
| Nappa                            | Shōzō Iizuka                                                  | Gerald Paradies                                            |
| Oberältester                     | Junpei Takiguchi                                              | Jürgen Kluckert                                            |
| Nehl                             | Katsuji Mori                                                  | Thomas Schmuckert                                          |
| Polunga                          | Junpei Takiguchi                                              | Raimund Krone                                              |
| Zarbon                           | Shō Hayami                                                    | Oliver Feld                                                |
| Dodoria                          | Yukitoshi Hori                                                | Helmut Gauß                                                |
| Kommandant Ginyu                 | Hideyuki Hori                                                 | Erich Räuker                                               |
| Jeeze                            | Kazumi Tanaka                                                 | Olaf Reichmann                                             |
| Barta                            | Yukimasa Kishino                                              | Gerald Schaale                                             |
| Rikoom                           | Kenji Utsumi                                                  | Walter Alich                                               |
| Guldo                            | Kōzō Shioya                                                   | Marco Kröger                                               |
| Garlic Jr.                       | Shigeru Chiba                                                 | Thomas Petruo                                              |
| Mustard                          | Masaharu Satō                                                 | Joachim Kaps                                               |
| Vinegar                          | Daisuke Gōri                                                  | Jörg Döring                                                |
| King Cold                        | Daisuke Gōri                                                  | Tom Deininger                                              |
| Dr. Gero / C20                   | Kōji Yada                                                     | Gerhard Paul                                               |
| C19                              | Yukitoshi Hori                                                | Marlin Wick                                                |
| C16                              | Hikaru Midorikawa                                             | Tim Moeseritz                                              |
| Kaioshin von vor 15 Generationen | Reizō Nomoto                                                  | Hans Nitschke                                              |
| Kaioshin                         | Yūji Mitsuya                                                  | Hans Hohlbein                                              |
| Kibito                           | Shin Aomori                                                   | Bernd Schramm                                              |
| Kibitoshin                       | Shin Aomori & Yūji Mitsuya                                    | Bernd Vollbrecht                                           |
| Babidi                           | Jōji Yanami                                                   | Bodo Wolf                                                  |
| Dabra                            | Ryūzaburō Ōtomo                                               | Jörg Hengstler                                             |
| Pui Pui                          | Tomohisa Asō                                                  | Michael Christian                                          |

Als Vorspannlieder wurden Cha-la-head-cha-la und We Gotta Power von Hironobu Kageyama ins Deutsche übersetzt und unter der Leitung von Andy Knote produziert.
Dragon Ball Z erhielt in der vorliegenden Schnittfassung eine Sendefreigabe ab 19 Uhr ohne weitere Auflagen und wurde ab dem 27. August 2001 beim Privatsender RTL II ausgestrahlt sowie dort anschließend mehrfach wiederholt. Noch während der Erstausstrahlung der Serie ging ein Ereignis durch die Medien, das als Amoklauf von Erfurt bekannt ist. In dessen unmittelbarer Folge entschloss sich die Programmleitung des Senders kurzfristig, zwei Episoden nicht auszustrahlen, da hier ein Attentat auf den angeberischen Wrestler Mister Satan zu sehen ist. Stattdessen erfolgte die Ausstrahlung der direkt nachfolgenden Episoden.
Vom 5. März 2005 bis zum 18. Juli 2006 wurde die Serie vom Sender Tele 5 in geschnittener Fassung wiederholt.

### Deutsche DVD- und Blu-Ray-Veröffentlichung
Das deutsche DVD-Label Anime-Virtual kündigte im Juli 2009 an, alle 291 Folgen des Animes in zehn DVD-Boxen zu veröffentlichen. Die DVDs enthalten nur die deutsche Fernsehfassung, die auf den französischen Schnitten beruhen und bis auf Folge 253 keine nachträglichen Kürzungen bekommen. Das Fehlen der japanischen Originalfassung wird begründet, um den Preis der Boxen für alle Fans erschwinglich zu halten. Ebenso fehlt der japanische Abspann bei der ersten Folge, die RTL II bei der Erstausstrahlung am 27. August 2001 senden ließ. Von Crunchyroll erscheint seit Februar 2024 die Serie auf Blu-Ray, sowie auch als DVD-Wiederveröffentlichung.
| Box-Nr. | Episoden-Nr. | Episoden | DVDs | Veröffentlichungs- datum | Welche Sagas?                                                  |
| ------- | ------------ | -------- | ---- | ------------------------ | -------------------------------------------------------------- |
| 01      | 01 bis 35    | 035      | 06   | 27. November 2009        | Radditz-Saga Vegeta-Saga                                       |
| 02      | 036 bis 74   | 039      | 06   | 26. Februar 2010         | Namek-Saga Ginyu-Force-Saga                                    |
| 03      | 075 bis 107  | 033      | 06   | 30. April 2010           | Freezer-Saga                                                   |
| 04      | 108 bis 138  | 031      | 06   | 25. Juni 2010            | Garlic-Jr.-Saga Trunks-Saga Cyborg-Saga                        |
| 05      | 139 bis 164  | 026      | 05   | 27. August 2010          | Cell-Saga                                                      |
| 06      | 165 bis 199  | 035      | 06   | 29. Oktober 2010         | Cell-Spiele-Saga Turnier-im-Jenseits-Saga                      |
| 07      | 200 bis 230  | 031      | 06   | 17. Dezember 2010        | Der große Saiyaman-Saga Das 25. große Turnier-Saga Babidi-Saga |
| 08      | 231 bis 250  | 020      | 04   | 25. Februar 2011         | Majin-Boo-Saga                                                 |
| 09      | 251 bis 276  | 026      | 05   | 27. Mai 2011             | Fusion-Saga                                                    |
| 10      | 277 bis 291  | 015      | 03   | 29. Juli 2011            | Kid-Boo-Saga Oob-Saga                                          |

| Box-Nr. | Episoden-Nr. | Episoden | Blu-Rays | DVDs | Veröffentlichungs- datum | Welche Sagas?               |
| ------- | ------------ | -------- | -------- | ---- | ------------------------ | --------------------------- |
| 01      | 01 bis 35    | 035      | 04       | 5    | 23. Februar 2024         | Radditz-Saga Vegeta-Saga    |
| 02      | 036 bis 74   | 039      | 04       | 6    | 17. Mai 2024             | Namek-Saga Ginyu-Force-Saga |
| 03      | 075 bis 107  | 33       | 4        | 5    | 16. August 2024          | Freezer-Saga                |

### Dragon Ball Z Kai

#### Staffel 1
Eine japanische, hochaufgelöste Fassung wurde vom 5. April 2009 bis 27. März 2011 auf Fuji TV sowie mit Versatz zwei Dutzend weiteren Sendern ausgestrahlt, die digital überarbeitetes Videomaterial sowie eine neue Synchronfassung erhält, die zum 20-jährigen Jubiläum der Serie aufgenommen wurde. Regie führte Yasuhiro Nowatari.
Dabei wurde die Serie in mehreren Aspekten überarbeitet und folgt nun unter dem Namen Dragon Ball Kai der Handlung des Mangas genau. Sie wird im Gegensatz zu Dragon Ball Z nicht durch sogenannte „Filler“-Episoden unterbrochen, die in der Originalausstrahlung zur Streckung des Inhalts eingefügt wurden, wann immer die Handlung des Animes der des parallel in der Weekly Shōnen Jump veröffentlichten Mangas aufschloss. In einigen Ländern heißt die Neuauflage Dragon Ball Z Kai, u. a. in Deutschland und den Vereinigten Staaten.
Die Handlung der Neufassung beginnt mit Inhalten aus dem Fernsehspecial, das in Deutschland auf DVD unter dem Titel Das Bardock Special erschien. Es zeigt die Vorgeschichte um die Vernichtung der Saiyajin durch Freezer und enthält zur Einleitung auch Footages aus der ersten Fernsehserie, ehe die eigentliche Handlung zum gleichen Zeitpunkt wie im Original einsetzt.
Insgesamt sollte Dragon Ball Kai 98 Folgen beinhalten und mit der Cell-Saga enden, jedoch wurde am 27. März 2011 die 98. Episode, die direkt nach der 97. gesendet hätte werden sollen, aufgrund der schweren Erdbeben in Japan nicht gesendet.
Zwar wurde bis heute die Dragon Ball Kai Folge 98 (Mirai ni Heiwa o! Gokū no Tamashī yo Eien ni) nicht im Japanischen Fernsehen ausgestrahlt, jedoch ist diese auf den erschienenen, japanischen Blu-rays und DVDs enthalten.
Im Mai gab Kazé bekannt, die erste Staffel von Dragon Ball Z Kai lizenziert zu haben. Diese soll ab September 2015, aufgeteilt in sechs Boxen, im 2-Monats-Rhythmus erscheinen. Die erste Box wurde am 9. Oktober 2015 veröffentlicht. Die Serie erhielt dafür eine eigenständige, neue Synchronfassung.

#### Staffel 2
Eine zweite Staffel mit weiteren 61 Folgen, welche die Boo-Saga abdeckt, war vom 6. April 2014 bis 28. Juni 2015 auf Fuji TV sowie mit Versatz auf zwei Dutzend weiteren Sendern zu sehen. Bei dieser Staffel führte Naohiro Terazaki Regie. Ursprünglich sollten 69 Folgen ausgestrahlt werden, jedoch wurden 8 Episoden aus der japanischen Episodenanzählung entfernt und sind auch nicht auf den japanischen DVDs und Blu-rays enthalten.
Der offizielle internationale Name der zweiten Staffel lautet Dragon Ball Z Kai: The Final Chapters und enthält im Gegensatz zur japanischen Episodenanzahl alle vorgesehenen 69 Folgen.

#### Synchronisation
Die deutsche Synchronfassung zu Dragon Ball Z Kai wird bei dem Berliner Synchronstudio TV+Synchron GmbH unter der Regie von Sabine Winterfeldt, welche zusammen mit Michael Herrmann auch das Dialogbuch geschrieben hat, produziert.
| Rolle                            | Japanischer Sprecher (Seiyū)  | Deutscher Sprecher                                             |
| -------------------------------- | ----------------------------- | -------------------------------------------------------------- |
| Son Goku / Kakarott              | Masako Nozawa                 | Amadeus Strobl                                                 |
| Vegeta                           | Ryō Horikawa                  | Florian Hoffmann                                               |
| Vegetto                          | Ryō Horikawa & Masako Nozawa  | Oliver Bender                                                  |
| Chichi                           | Naoko Watanabe                | Jennifer Weiß                                                  |
| Bulma                            | Hiromi Tsuru                  | Carmen Katt                                                    |
| Son Gohan                        | Masako Nozawa                 | Olivia Büschken (bis Folge 58) Sebastian Fitzner (ab Folge 59) |
| Son Goten                        | Masako Nozawa                 | Marcel Mann                                                    |
| Trunks                           | Takeshi Kusao                 | Sebastian Kluckert                                             |
| Gotenks                          | Takeshi Kusao & Masako Nozawa | Tobias Müller                                                  |
| Piccolo                          | Toshio Furukawa               | Felix Spieß                                                    |
| Krillin                          | Mayumi Tanaka                 | Daniel Gärtner                                                 |
| Yamchu                           | Tōru Furuya                   | Karlo Hackenberger                                             |
| Tenshinhan                       | Hirotaka Suzuoki              | Sven Gerhardt                                                  |
| Chao-Zu                          | Hiroko Emori                  | Julia Blankenburg                                              |
| Yajirobi                         | Mayumi Tanaka                 | Stephan Schleberger                                            |
| Muten-Roshi                      | Masaharu Satō                 | Karl Schulz (bis Folge 84) Thomas Kästner (ab Folge 85)        |
| Uranai Baba                      | Mayumi Tanaka                 | Sabine Winterfeldt                                             |
| Gott                             | Takeshi Aono                  | Rainer Doering                                                 |
| Shenlong                         | Kenji Utsumi                  | Mathias Kunze                                                  |
| Meister Kaio                     | Jōji Yanami                   | Rüdiger Evers (bis Folge 97) Kaspar Eichel (ab Folge 104)      |
| Dende                            | Aya Hirano                    | Christian Zeiger                                               |
| Freezer                          | Ryūsei Nakao                  | Thomas Schmuckert                                              |
| C18                              | Miki Itō                      | Diana Borgwardt                                                |
| C17                              | Shigeru Nakahara              | Dirk Stollberg                                                 |
| Cell                             | Norio Wakamoto                | Stefan Gossler                                                 |
| Videl                            | Shino Kakinuma                | Maria Hönig                                                    |
| Mister Satan                     | Daisuke Gōri                  | Elmar Gutmann                                                  |
| Boo                              | Kōzō Shioya                   | Uwe Büschken                                                   |
| Erzähler                         | Jōji Yanami                   | Roland Hemmo                                                   |
| Radditz                          | Shigeru Chiba                 | Nick Forsberg                                                  |
| Nappa                            | Tetsu Inada                   | Gerald Paradies                                                |
| Oberältester                     | Junpei Takiguchi              | Jürgen Kluckert                                                |
| Nehl                             | Taiten Kusunoki               | Frank Kirschgens                                               |
| Zarbon                           | Hiroaki Miura                 | Sebastian Christoph Jacob                                      |
| Dodoria                          | Takashi Nagasako              | Helmut Gauß                                                    |
| Kommandant Ginyu                 | Katsuyuki Konishi             | Erich Räuker                                                   |
| Jeeze                            | Daisuke Kishio                | Gerrit Hamann                                                  |
| Barta                            | Masaya Onosaka                | Gerald Schaale                                                 |
| Rikoom                           | Seiji Sasaki                  | Marlin Wick                                                    |
| Guldo                            | Yasuhiro Takato               | Marco Kröger                                                   |
| King Cold                        | Ryūzaburō Ōtomo               | Marco Kröger                                                   |
| Dr. Gero / C20                   | Kōji Yada                     | Reinhard Scheunemann                                           |
| C19                              | Yukitoshi Hori                | Marlin Wick                                                    |
| C16                              | Hikaru Midorikawa             | Tim Moeseritz                                                  |
| Kaioshin von vor 15 Generationen | Ryōichi Tanaka                | Kaspar Eichel                                                  |
| Kaioshin                         | Yūji Mitsuya                  | Hans Hohlbein                                                  |
| Kibito                           | Shin Aomori                   | Marlin Wick                                                    |
| Kibitoshin                       | Shin Aomori & Yūji Mitsuya    | Fabian Oscar Wien                                              |
| Babidi                           | Jōji Yanami                   | Bodo Wolf                                                      |
| Dabra                            | Ryūzaburō Ōtomo               | Jörg Hengstler                                                 |

### Fernsehfilme
In den Jahren 1990 und 1993 wurde jeweils ein eigenständiger Fernsehfilm produziert, der näher auf die Hintergrundgeschichte einzelner Charaktere eingeht. Beide Filme sind in Deutschland auf DVD erschienen.
Die Dragon-Ball-Z-Specials erscheinen in Deutschland, Österreich und der Schweiz beim Anime-Label Kazé Anfang 2012 in einer Komplett-Box auf DVD. Dabei wurden die Untertitel komplett neu übersetzt.
Der erste von beiden mit dem Titel Son-Gokus Vater – Das Bardock Special ist ein Prequel zur Freezer-Saga und behandelt den Untergang der Saiyajin. Der zweite mit dem Titel Die Geschichte von Trunks – Das Trunks Special zeigt die Hintergründe des aus einer alternativen Zukunft zurückreisenden Trunks.

### Filme
Studio Toei produzierte von 1989 bis 1995 insgesamt 13 Dragon-Ball-Z-Kinofilme mit Geschichten außerhalb der Manga-Vorlage. Der erste Kinofilm, der in Deutschland unter dem Titel Die Todeszone des Garlic jr. erschien, liefert die Vorlage für einen Teilabschnitt von Dragon Ball Z, der nach der Freezer-Saga beginnt.
Die ersten 13 Dragon-Ball-Z-Kinofilme (also alle vor dem 14. Film Dragon Ball Z – Kampf der Götter) sind in Deutschland durch den Lizenznehmer Polyband auf DVD erschienen, wobei zunächst der zweite Film mit dem Titel Der Stärkste auf Erden und mit einigen Tagen Abstand der dritte Film Die Entscheidungsschlacht folgte. Als weitere Filme erschienen Super-Saiyajin Son-Goku, Rache für Freezer, Coolers Rückkehr, Angriff der Cyborgs, Der legendäre Super-Saiyajin, Super-Saiyajin Son-Gohan, Brolys Rückkehr und Angriff der Bio-Kämpfer.
Die beiden Filme Dragon Ball Z: Fusion und Dragon Ball Z: Drachenfaust aus dem Jahr 1995 kamen gemeinsam unter dem Titel Dragon Ball Z – Der Film am 13. Februar 2003 in die deutschen Kinos, ehe sie in dieser Fassung ebenfalls auf DVD veröffentlicht wurden. Erst anschließend erschien der erste Kinofilm auf DVD.
Wie auch die Dragon-Ball-Z-Specials, erschienen die Kinofilme in Deutschland, Österreich und der Schweiz zuerst beim Anime-Label Polyband. Da sie mittlerweile vergriffen sind, lizenzierte Kazé die Kinofilme und Specials erneuert und brachte sie ab Oktober 2011 in insgesamt drei Komplett-Boxen auf DVD. Dabei wurden Untertitel komplett neu übersetzt.
Mit dem Spiel Dragon Ball Raging Blast 2 aus dem Jahr 2010 ist das erste OVA Dragon Ball: Plan zur Vernichtung der Super-Saiyajin aus dem Jahr 1993 zum ersten Mal außerhalb Japans veröffentlicht worden.
Seit Dezember 2011 ist ein neues OVA erschienen, der allerdings bis jetzt nur in Japan existiert. In dem wird die Legende des Super Sayajins neu erzählt. Son-Gokus Vater, Bardock, wird bei der Zerstörung des Planeten Vegeta nicht getötet, sondern wird in die Zeit zurückgeschickt. Dort verwandelt er sich in einen Super Sayajin.
Zur Shōnen Jump Super Anime Tour 2008, die vom 21. September zum 23. November durch mehrere Standorte Japans zog und mehrere Kinofilme zu Manga-Serien aus dem Magazinen des Shūeisha-Verlags zeigt, erschien in Japan ein neuer, animierter Dragon-Ball-Film mit dem Namen Dragon Ball: Hey! Son Goku und seine Freunde kehren zurück!!, an dem Akira Toriyama voll beteiligt war. Der Film war gemeinsam mit den für die Anime Tour verfilmten Manga Romance Dawn und Letter Bee vom 24. November 2008 bis zum 31. Januar 2009 auf der Seite der Shōnen Jump kostenlos online zu sehen.
Am 30. März 2013 ist der 14. Dragon-Ball-Z-Film (ドラゴンボールZ 神と神 Doragon Bōru Z: Kami to Kami) in den japanischen Kinos erschienen. Die Handlung des Films, an dessen Ausarbeitung Akira Toriyama maßgeblich beteiligt war, spielt zwischen den Manga-Kapiteln 517 und 518, nach dem Sieg über Majin Boo, während des Zeitsprungs von zehn Jahren und vor dem 28. Tenkaichi Budokai. Ebenfalls spielt die Handlung nach Hey! Son-Goku und seine Freunde kehren zurück!!, welches zwei Jahre nach den Ereignissen in der Boo-Saga ansetzt.

## Fortsetzung
Aufgrund des großen Erfolges von Dragon Ball Z wurde von 1996 an für etwa ein Jahr unter dem Titel Dragon Ball GT eine weitere Fortsetzungsserie produziert, die 64 Episoden umfasst, aber im Gegensatz zu Dragon Ball Z keine Manga-Vorlage mehr besitzt.
Am 5. Juli 2015 startete eine neue Animeserie mit dem Titel Dragon Ball Super im japanischen Fernsehen, die wieder zusammen mit einem Manga von Akira Toriyama erscheint und sich zwischen der 288. und 289. Folge von Dragon Ball Z - also in dem Zeitsprung von 10 Jahren - spielt.

## Erfolg und Rezeption
Im April 2002 erreichte RTL II mit der Ausstrahlung von Dragon Ball Z einen Marktanteil von 18 % bei den 13- bis 29-Jährigen, damit sahen im Schnitt 1,3 Millionen Zuschauer die Serie. Die Zeitschrift AnimaniA erklärt den Erfolg vor allem mit dem komplexen Universum, in dem die Serie spielt. Das Figurennetz sei ausgeklügelt und die Welt liebevoll gestaltet. Beim Anime stünde aber, im Gegensatz zum Manga, statt der Komik eher die Action im Vordergrund. So bereitet die Serie trotz des einfachen Gut-Böse-Schemas zu Beginn viel Freude. Später jedoch, etwa ab den Cell-Spielen, werde der Spannungsbogen zu weit ausgereizt und die Kämpfe zögen sich in die Länge. Durch die Möglichkeiten der Dragon Balls werde dem Zuschauer nun ein „Showdown im Endlosschleifenformat“ geboten. Die Animationsqualität sei aber gleichbleibend hoch. Auch die Synchronisation sei, bis auf die Stimme Vegetas, passend. Diese wurde ab Folge 36 umbesetzt, nachdem sich viele Fans beschwert hatten.